# Faramea picinguabae
Faramea picinguabae är en måreväxtart som beskrevs av M.Gomes. Faramea picinguabae ingår i släktet Faramea och familjen måreväxter. Inga underarter finns listade i Catalogue of Life.